# Верхневодянское сельское поселение
Верхневодя́нское се́льское поселе́ние — муниципальное образование в составе Старополтавского района Волгоградской области.
Административный центр — село Верхняя Водянка.

## История
Верхневодянское сельское поселение образовано 17 января 2005 года в соответствии с Законом Волгоградской области № 991-ОД.

## Население
| 2010 | 2012 | 2013 | 2014 | 2015 | 2016 | 2017 |
| ---- | ---- | ---- | ---- | ---- | ---- | ---- |
| 704  | ↘689 | ↘677 | ↘662 | ↘645 | ↘629 | ↘617 |
| 2018 | 2019 | 2020 | 2021 |      |      |      |
| ↘610 | ↘585 | ↘571 | ↘560 |      |      |      |

## Состав сельского поселения
| № | Населённый пункт                | Тип населённого пункта       | Население |
| - | ------------------------------- | ---------------------------- | --------- |
| 1 | Верхняя Водянка                 | село, административный центр | 594       |
| 2 | Нижняя Водянка                  | село                         | 15        |
| 3 | Фермы № 2 совхоза «Водяновский» | посёлок                      | 95        |